# Kristian I av Pfalz-Birkenfeld-Bischweiler
Kristian I av Pfalz-Birkenfeld-Bischweiler (tyska: Christian I.), född 3 november 1598 i Birkenfeld, död 6 september 1654 i Neuenstein, var en tysk kunglighet som var regerande hertig av Pfalz-Birkenfeld-Bischweiler från 1600 till 1654.

## Biografi
Kristian I var fjärde sonen till pfalzgreve Karl I av Pfalz-Zweibrücken-Birkenfeld och Dorothea av Braunschweig-Lüneburg. Efter faderns död 1600 delades faderns landinnehav upp mellan sönerna.
Kristian I ingick äktenskap 1630 med Magdalena Katharina av Pfalz-Zweibrücken (1607–1648), dotter till hertig Johan II av Pfalz-Zweibrücken och Katarina av Rohan. De fick följande barn:
1. dödfödd son (1631)
2. Gustav Adolf (1632–1632)
3. Johan Kristian (1633–1633)
4. Dorotea Katarina (1634–1715), gift 1649 med greve Johan Ludvig av Nassau-Ottweiler
5. Louise Sofie (1635–1691)
6. Kristian II (1637–1717), gift 1667 med Katarina Agata av Rappoltstein
7. Johan Karl (1638–1704), gift 1685 med Sofie Amalia av Pfalz-Zweibrücken, andra äktenskapet 1695 med Esther Maria von Witzleben
8. Anna Magdalena (1640–1693), gift 1659 med greve Johan Reinhard II av Hanau-Lichtenberg
9. Claire Sybylla (1643–1644)